# Seznam madžarskih imen slovenskih krajev
Seznam madžarskih imen (eksonimov) slovenskih krajev (predvsem v Prekmurju)

## A
- Adrijanci, Andorháza, Adrijáncz, Adriáncz
- Andrejci, Andorhegy, Adreicz, Adrejcz

## B
- Bakovci, Barkóc
- Banuta, Bánuta
- Beltinci, Belatinc
- Benica, Benice
- Berkovci, Berkeháza
- Beznovci, Buzahely, Beznócz
- Bodonci, Bodóhegy, Bodoncz
- Bogojina, Bagonya
- Bokrači, Bokrács
- Boreča, Borháza, Borecsa
- Borejci, Borhida, Boriche
- Bratonci, Murabaráti
- Brezovci, Vasnyíres
- Brezovica, Lendvanyíres
- Budinci, Bűdfalva, Büdincz, Büdonczi
- Bukovnica, Bakónak

## C
- Cankova, Vashidegkút, Czankova
- Celje, Cille

## Č
- Čentiba, Csente, Csentevölgy
- Čepinci, Kerkafő, Csöpincz, Csepincz, Csopincz, Csöpencz, Csöpénch, Csőpincz, Csöppincz
- Černelavci, Kisszombat, Csernelócz
- Čikečka vas, Csekefa
- Črenšovci, Cserföld, Cserensócz

## D
- Dankovci, Őrfalu, Dankócz, Donkolc
- Dobrovnik, Dobronak,Lendvavásárhely
- Dokležovje, Murahely, Deklezsin
- Dolenci, Nagydolány, Dolincz
- Dolga vas, Hosszúfalu
- Dolgovaške Gorice, Hosszúfaluhegy
- Dolič, Völgyköz, Dolics
- Dolina, Völgyes
- Dolina pri Lendavi, Völgyifalu
- Dolnja Bistrica, Alsóbeszterce
- Dolnji Lakoš, Alsólakos
- Dolnji Slaveči, Alsócsalogány, Alsószlavecsa, Alsó-Szlávecsa
- Domajinci, Dombalja, Domaincz
- Domanjševci, Domonkosfa

## F
- Filovci, Filóc
- Fikšinci, Kismáriahavas, Füksincz, Füxlincz
- Fokovci, Úrdomb, Falkócz

## G
- Gaberje, Gyertyános, Zalagyertyános
- Gančani, Lendvarózsavölgy, Gancsán
- Gederovci, Kőhida, Gederócz
- Genterovci, Göntérháza, Genterócz
- Gerlinci, Görhegy, Görlincz, Gürlincz, Györlincz
- Gibina, Murafüred
- Gomilica, Lendvaszentjózsef
- Gorica, Halmosfő, Goricza, Gorice
- Gornja Bistrica, Felsőbeszterce
- Gornji Črnci, Királyszék
- Gornji Lakoš, Felsőlakos
- Gornji Petrovci, Péterhegy, Felsőpetrócz, Petrócz
- Gornji Slaveči, Felsőcsalogány, Felsőszlavecsa, Felső-Szlávecsa
- Grad, Felsőlendva, Gornya Lendava
- Gradišče, Muravárhely, Grádiscsa, Grádicsa, Várhely

## H
- Hodoš, Hodos, Őrihodos
- Hotiza, Murarév, Hotiza

## I
- Ivanci, Zalaivánd, Iváncz
- Ivanjševci, Jánosfa, Janusócz, Janasoc
- Ivanovci, Alsószentbenedek, Ivanócz
- Ižakovci, Murasziget

## K
- Kamovci, Kámaháza
- Kančevci, Felsőszentbenedek, Kancsócz, Kancsócs
- Kapca, Kapca
- Kobilje, Kebeleszentmárton
- Korovci, Károlyfa, Korosecz
- Košarovci, Kosárháza
- Kot, Kót
- Kovačevci, Vaskovácsi, Vendkovácsi, Kovacsócz, Kovacsócs
- Krajna, Véghely, Kraina, Krajna
- Kramarovci, Határfalva
- Krašči, Lendvakirályfa, Krasicz
- Križevci, Tótkeresztúr
- Krnci, Lendvakislak, Kernecz
- Krog, Korong
- Krplivnik, Kapornak
- Kruplivnik, Vaskorpád, Kroplivnik, Kroplionik
- Kukeč, Újkökényes, Kükecs, Kicsevölgye, Kusecvölgye
- Kupšinci, Murahalmos, Kupsincz, Kopsincz
- Kuštanovci, Gesztenyés, Kustanócz, Küstanócz
- Kuzma, Kuzma

## L
- Lemerje, Lehomér, Lehömér
- Lendava, Lendva
- Lendavske Gorice, Lendvahegy
- Lipa, Kislippa
- Lipovci, Hársliget, Lapahócz
- Lončarovci, Gerőháza, Gerencserócz
- Lucova, Lakháza, Luczova
- Lukačevci, Lukácsfa

## M
- Mačkovci, Mátyásdomb, Macskócz
- Mala Polana, Kispalina
- Markišavci, Márkusháza, Markusócz
- Markovci, Marokrét, Markócz, Markovecz
- Martinje, Magasfok, Martinya
- Martjanci, Mártonhely, Martyáncz
- Matjaševci, Szentmátyás, Matyasócz
- Melinci, Muramelence, Melincz
- Mlajtinci, Kismálnás, Málnás, Mladetincz, Mladincz, Mledetincz
- Moravske Toplice, Alsómarác, Morácz, Tót-Morácz
- Moščanci, Musznya, Muszna
- Mostje, Hídvég
- Motovilci, Mottolyád, Motovilcz, Motosilez
- Motvarjevci, Szentlászló, Szécsiszentlászló
- Murska Sobota, Muraszombat, Murai Szombath, Uisnicz
- Murski Črnci, Muracsermely, Muracsernecz
- Murski Petrovci, Murapetróc, Petrócz

## N
- Nedelica, Zorkóháza
- Nemčavci, Lendvanemesd, Nemsócz
- Neradnovci, Nádorfa, Neradnócz, Merádnocz
- Noršinci, Újtölgyes, Norsincz
- Nuskova, Dióslak, Nuszkova, Noszkova

## O
- Ocinje, Gedőudvar
- Odranci, Adorjánfalva
- Ormož, Ormosd
- Otovci, Ottóháza, Otocz, Ottócz

## P
- Panovci, Úriszék
- Pečarovci, Szentsebestyén, Pecsarócz, Pücsarocz, Pücsorocz
- Pertoča, Perestó, Pertócsa
- Peskovci, Petőfa, Peszkócz
- Petanjci, Szécsénykút, Petáncz
- Petišovci, Petesháza
- Pince, Pince
- Pince Marof, Pince major
- Polana, Vaspolony, Polona
- Pordašinci, Kisfalu, Pordasincz
- Poznanovci, Pálhegy, Poznanócz, Poznanícz, Posznanocz
- Predanovci, Rónafő
- Prosečka vas, Kölesvölgy
- Prosenjakovci, Pártosfalva, Prosznyákfa
- Puconci, Battyánd, Pucincz
- Puževci, Pálmafa

## R
- Radmožanci, Radamos
- Radovci, Radófa, Radócz, Rádócz
- Rakičan, Battyánfalva, Rakicsán, Rakicsány
- Rankovci, Ferenclak, Frankócz
- Ratkovci, Rátkalak, Ratkócz
- Razkrižje, Ráckanizsa
- Renkovci, Lendvaerdő
- Rogašovci, Szarvaslak, Rogasócz, Rotgasócz
- Ropoča, Rétállás, Ropocsa, Roprecsa

## S
- Satahovci, Muraszentes, Szvetahócz, Svetahócz
- Sebeborci, Szentbibor
- Selo, Nagytótlak
- Serdica, Seregháza, Szerdicza, Szerdicsa
- Skakovci, Szécsényfa, Skakócz
- Sodišinci, Bírószék, Szodesinc, Szudisinc
- Sotina, Hegyszoros, Szotina
- Središče, Moravske Toplice, Szerdahely
- Srednja Bistrica, Középbeszterce
- Stanjevci, Kerkaszabadhegy,k Sztanyecz, Sztanyócz
- Strehovci, Őrszentvid, Sztrelecz
- Strukovci, Sürüház, Strukócz
- Suhi Vrh, Moravske Toplice, Szárazhegy
- Sveti Jurij, Vízlendva, Szentgyörgy, Tótszentgyörgy

## Š
- Šafarsko, Ligetfalva
- Šalamenci, Salamon, Salamoncz
- Šalovci, Sall, Sál
- Šulinci, Sándorvölgy, Sülincz

## T
- Tešanovci, Mezővár, Tessanócz, Tissanócz
- Tišina, Csendlak, Tissina, Tissinócz
- Topolovci, Jegenyés, Topolócz
- Trdkova, Türke, Terkova, Tirke, Tőrke, Törkö, Trtkova, Tyrka, Tyrka, Tÿrke
- Trimlini, Hármashalom
- Trnje, Tüskeszer
- Tropovci, Murafüzes, Tropócz
- Turnišče, Bántornya, Turniscsa

## V
- Vadarci, Tiborfa, Tivadarcz
- Vanča vas, Ivánfalva, Vancsevecz, Vancsavecz, Ivancsavecz, Iváncsafalva
- Vaneča, Vaslak, Vanecsa
- Večeslavci, Vasvecsés, Vecseszlavecz, Wocseszlavecz
- Velika Polana, Nagypalina
- Veščica, Végfalva, Vecsicza, Veczicza, Vecsicsa
- Veščica, Falud
- Vidonci, Vidorlak, Vidoncz
- Vučja Gomila, Zsidahegy

## Ž
- Ženavlje, Gyanafa
- Zenkovci, Zoltánháza
- Žitkovci, Zsitkóc
- Žižki, Zsizsekszer